# Topaza pella
El colibrí topacio (Topaza pella) también denominado topacio candela colicanelo o topacio candela de cola canela (en Venezuela), es una especie de ave apodiforme de la familia Trochilidae, una de las dos pertenecientes al género Topaza. Es nativo de América del Sur, en el escudo guayanés y noreste de la cuenca del Amazonas.

## Distribución y hábitat
Se distribuye desde el este de Venezuela, por Guyana, Surinam, Guayana Francesa y noreste de la Amazonia brasileña, con registros aparentemente más aislados hasta el sur de la Amazonia. Su rango cubre 1 600 000 kilómetros cuadrados.
Esta especie es considerada localmente común —o frecuentemente dada como rara debido a sus hábitos discretos en la copa de los árboles— en sus hábitats naturales: las selvas húmedas de tierras bajas o de estribaciones, principalmente de terra firme, generalmente alrededor de claros y árboles caídos. Con frecuencia es encontrado alrededor de afloramientos rocosos y a lo largo de bosques en galería cerca de las márgenes de pequeños cursos de agua y arroyos. Hasta los 500 m de altitud.

## Descripción
El macho mide en promedio entre 21 y 23 cm y pesa entre 11 y 18 g, y la hembra mide entre 13 y 14 cm y pesa entre 9 y 12,5 g. Posee dos plumas que sobresalen unos 10 cm de su cola. Su plumaje es más colorido que el de la hembra, siendo casi siempre rojo purpúreo en la espalda, cuello y abdomen, con la garganta verde, rodeada de amarillo, mientras que el de la hembra es mucho menos vistoso.

## Comportamiento
Se alimentan en los niveles medio y superior en el bosque, principalmente libando el néctar de las flores. Como otros colibríes, son eximios voladores. La hembra pone dos huevos, que cuida ella misma.

## Sistemática

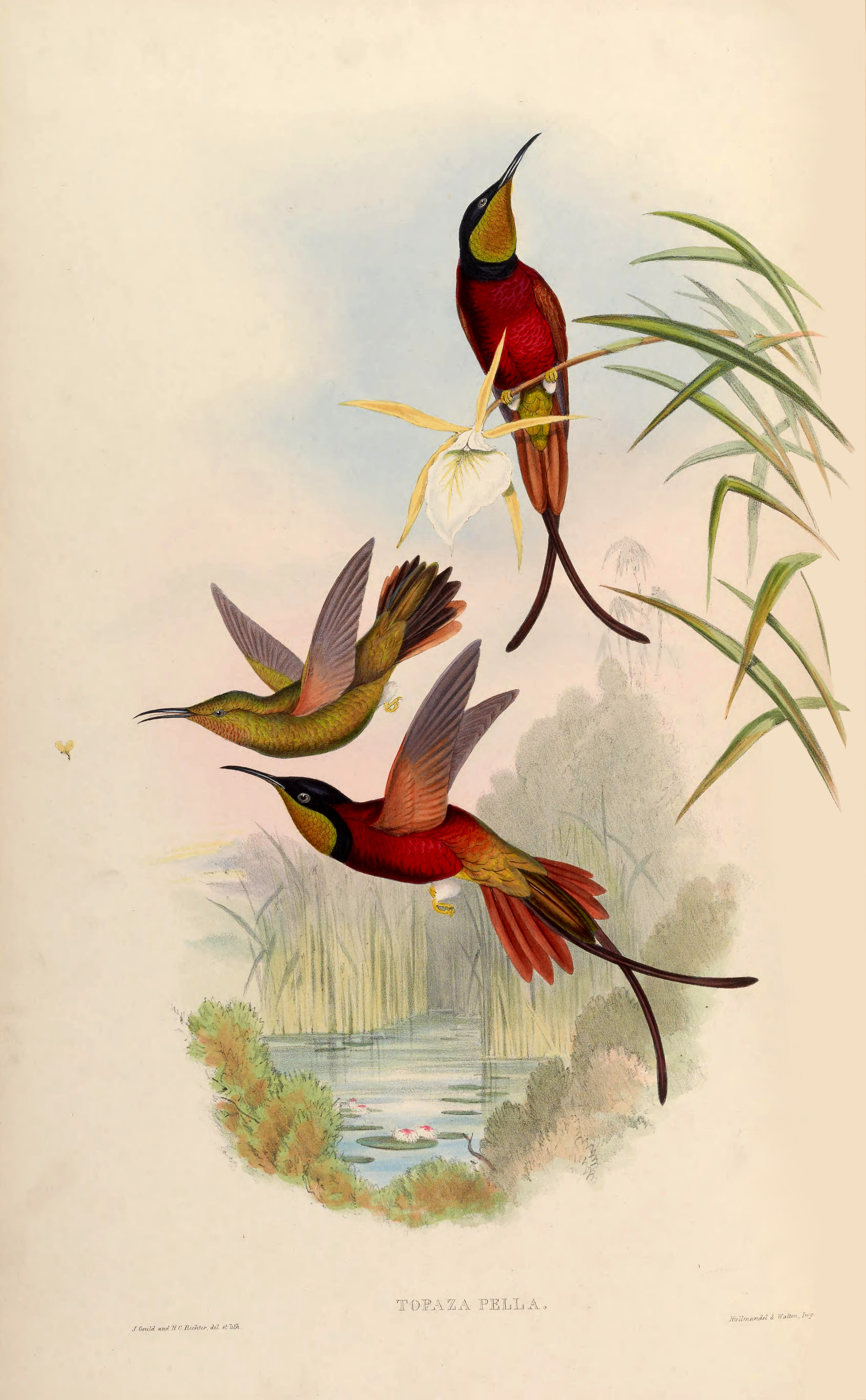
Topaza pella, machos y hembra, ilustración de John Gould en A monograph of the Trochilidae, or family of humming-birds, 1861.

### Descripción original
La especie T. pella fue descrita por primera vez por el naturalista sueco Carlos Linneo en 1758 bajo el nombre científico Trochilus pella; su localidad tipo es: «in Indies» restringido posteriormente para «Surinam».

### Etimología
El nombre genérico femenino «Topaza» deriva del latín «topazus» que significa ‘topacio’, ‘verde jaspe’; y el nombre de la especie «pella», proviene del latín «pellus» que significa ‘de color oscuro’.

### Taxonomía
Las otra especie del género, Topaza pyra, ya fue tratada como una subespecie de la presente debido a la similitud de la morfología, inclusive se llegó a proponer al Comité de Clasificación de Sudamérica (SACC) el tratamiento como una única especie en la Propuesta No 170, que fue rechazada debido a las notables diferencias de plumaje y al hecho de que las especies son casi parapátricas en el sur de Venezuela, sin señales de intergradación.
La forma propuesta T. pella pamprepta Oberholser, 1902 supuestamente del este de Ecuador, donde la especie no ocurre, es considerada un sinónimo de smaragdulus.

### Subespecies
Según las clasificaciones del Congreso Ornitológico Internacional (IOC)  y Clements Checklist/eBird  se reconocen tres subespecies, con su correspondiente distribución geográfica:
- Topaza pella pella (Linnaeus, 1758) – este de Venezuela (este de Bolívar) y Las Guayanas hasta el norte y suroeste de la Amazonia brasileña (Roraima, oeste de Pará, este de Amazonas, Rondônia, norte de Mato Grosso).[12]
- Topaza pella smaragdulus (Bosc, 1792) – Guayana Francesa y noreste de la Amazonia brasileña (Amapá, y noreste de Pará, desde la margen oriental del río Tapajós hasta el río Tocantins0.
- Topaza pella microrhyncha Butler, 1926 – noreste de Pará (isla Marajó y área al este del río Tocantins), en el norte de Brasil.